# ماركو ماتياس
ماركو ماتياس (10 مايو 1989 بباريرو في البرتغال - ) هو لاعب كرة قدم برتغالي في مركز الهجوم. شارك مع منتخب البرتغال تحت 18 سنة لكرة القدم ومنتخب البرتغال تحت 19 سنة لكرة القدم ومنتخب البرتغال تحت 21 سنة لكرة القدم. أما مع النوادي، فقد لعب مع ريال سبورت كلوب وسبورتينغ لشبونة وشيفيلد وينزداي وفيتوريا دي غيماريش ونادي فاتيما ونادي فارزيم وناسيونال ماديرا ونادي فريموند ‏ وVitória S.C. B ‏.

## وصلات خارجية
- ماركو ماتياس على موقع قاعدة بيانات كرة القدم.إي يو (الإنجليزية)
- ماركو ماتياس على موقع Soccerbase.com (لاعب) (الإنجليزية)
- ماركو ماتياس على موقع Soccerway.com (الإنجليزية)
- ماركو ماتياس على موقع AS.com (الإسبانية)